# Naked Objects

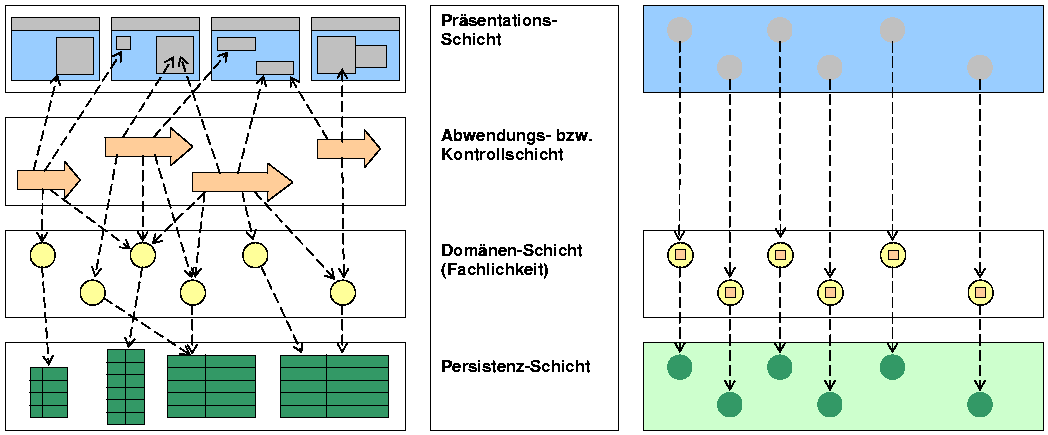
Vergleich herkömmliche Schichtenarchitektur (links) versus Schichtenarchitektur mit Naked Objects

Naked Objects ist ein Architekturmuster aus dem Bereich der Softwaretechnik. Es definiert sich durch die folgenden drei Prinzipien:
1. Alle Geschäftslogik sollte auf die Fachobjekte gekapselt werden. Dieses Prinzip gilt nicht nur für Naked Objects: es ist nur ein nachdrückliches Bekenntnis zur Kapselung.
2. Die grafische Benutzeroberfläche soll eine direkte Darstellung der Fachobjekte sein, wobei alle Benutzeraktionen explizit in der Erstellung oder dem Abruf von Fachobjekten und/oder Aufrufen von Methoden für diese Objekte bestehen. Dieses Prinzip ist auch nicht einzigartig für Naked Objects; es ist nur eine bestimmte Interpretation einer objektorientierte Benutzeroberfläche (OOUI). Die ursprüngliche Idee des Entwurfsmusters der Naked Objects ergibt sich aus der Kombination dieser beiden, die das dritte Prinzip bilden:
3. Die Benutzerschnittstelle soll zu 100 % automatisch aus der Definition der Fachobjekte erstellt werden. Dies kann unter Verwendung verschiedener Technologien einschließlich der Source-Code-Generation durchgeführt werden; Implementierungen des Entwurfsmusters der Naked Objects bis heute haben die Technik der Reflexion begünstigt. Damit wird eine klare Trennung zwischen Fachlogik und Darstellungslogik erreicht, was insbesondere das Single-Responsibility-Prinzip unterstützt.

Das Naked-Objects-Architekturmuster wurde erstmals im Jahr 2001 auf der OOPSLA-Konferenz unter dem Namen Expressive Systems: A Radical Approach to Business Systems Design von Richard Pawson und Simon Dobson vorgestellt. Später wurde es von Richard Pawson in seiner Dissertation im Detail beschrieben.
Naked Objects wird oft mit dem Model View Controller (MVC)-Architekturmuster verglichen. Das Vorwort der Dissertation – geschrieben von Trygve Reenskaug, dem Erfinder von MVC – beschreibt, dass Naked Objects näher an der ursprünglichen Idee von MVC liegt als die meisten Interpretationen und Implementierungen von MVC.

## Ziele
Die ersten beiden Prinzipien („Vollständige Abbilder der Businesslogik in Fachobjekten“ sowie „Direkte Repräsentation der Benutzeroberfläche durch Fachobjekte“) sind nicht neu und in der Informatik auch teilweise verbreitet. Sie basieren auf einer kompromisslosen Interpretation des Datenkapselungprinzips und einem eher unüblichen Ansatz zur Erstellung grafischer Benutzeroberflächen. Erst die Kombination der ersten beiden Prinzipien und ihre logische Fortführung im dritten Prinzip (die automatische Generierung des GUI) unterstützen die Ziele des Architekturmusters der Naked Objects:
Verbesserte Anforderungserhebung
Durch den Einsatz von Naked Objects werden die Fachklassen und ihre Funktionen direkt auf der Benutzeroberfläche sichtbar. Damit wird die Verwendung einer gemeinsamen Sprache (Ubiquitäre Sprache) insbesondere zwischen Anwendern (der Benutzeroberfläche), Analytikern (der Anforderungen) und Entwicklern (der Benutzeroberfläche und der Fachklassen) erleichtert. Diese gemeinsame Sprache hilft dem Prozess der Erhebung der Anforderungen enorm. Kombiniert mit den weiteren Vorteilen von Naked Objects wird es damit möglich, funktionale Prototypen gemeinsam mit den Anwendern zu entwickeln.
Produktivere Softwareentwicklung
Beim Einsatz von Naked Objects und einem entsprechenden Entwicklungswerkzeug entfällt das meist manuelle und oft nicht triviale Mapping zwischen grafischer Benutzeroberfläche und Fachlogikschicht. Die Dissertation von Richard Pawson zu Naked Objects enthält beispielsweise zwei Implementierungen derselben Applikation: Eine basierend auf einer konventionellen vierschichtigen Architektur, die andere basierend auf Naked Objects.
Agilere Softwareentwicklung
Fachliche Anforderungsänderungen können mittels Naked Objects wesentlich rascher umgesetzt werden. Dies liegt vor allem daran, dass Naked Objects das Single-Responsibility-Prinzip unterstützt und Fachlogik und Eingabelogik klar voneinander getrennt sind. Sich ändernde Anforderungen müssen daher nicht neben der Fachlogik auch in der Benutzeroberfläche umgesetzt werden, was die Produktivität in agilen Softwareentwicklungsprojekten fördert.
Viele Fachexperten sind allerdings der Überzeugung, dass dann keine agile Softwareentwicklung mehr vorliegt, wenn die Prozesse und Methoden mit modelliert werden. Es ist Grundverständnis der agilen Methoden, nicht nach starren Prozessen und Methoden (Problemmustern) zu arbeiten, sondern in rasch wechselnden Iterationen schnell wieder zu verwerfen. Die fundamentale Kontroverse ist und war hierbei Domain Engineering versus agile Methoden, also opportunistische (agile) versus strategische (formale) Methoden.
Höhere Qualität in Architektur und Fachlogik
Damit Software mittels Naked-Objects-Architekturmuster umgesetzt werden kann, ist es notwendig ein Domänenmodell zu entwerfen, welches sich 1:1 auf die Benutzeroberfläche abbilden lässt. Dadurch wird sichergestellt, dass das Domänenmodell auch tatsächlich den Benutzeranforderungen gerecht wird. Durch die strikt erzwungene Trennung von Fachlogik und Eingabelogik wird eine korrektere Architektur erzwungen.
Durch die damit erreichte höhere Qualität in Architektur und Fachlogik wird die Änderbarkeit der Applikation gesteigert, was wiederum für die Agilität in Softwareentwicklung und Wartung hilfreich ist, mit dem Vorbehalt einer nicht mehr existierenden Agilität.
Einfachere Umsetzung objektorientierter Benutzeroberflächen (OOUI)
Durch die Generierung der Benutzeroberflächen aus dem Domänenmodell werden automatisch objektorientierte Benutzeroberflächen geschaffen. Objektorientierte Benutzeroberflächen wiederum versprechen bessere Gestaltungsmöglichkeiten insbesondere auf Grund des Hauptwort-Zeitwort-Stils für Interaktionen (anstatt des sonst üblichen Zeitwort-Hauptwort-Stils).

## Nachteile und Kritik
Eignung objektorientierter Benutzeroberflächen
Die bei Naked Objects generierten objektorientierten Benutzeroberflächen (OOUI) sind insbesondere für sogenannte souveräne Applikationen, Applikationen, welche die Aufmerksamkeit der Benutzer für längere Zeitperioden auf sich ziehen, geeignet. Für sogenannte Transiente Applikationen, das sind kleine, für einzelne temporäre Benutzeranforderungen geschaffene Applikationen wie beispielsweise Installer, Taschenrechner oder für sich alleine stehende Dialoge, sind objektorientierte Benutzeroberflächen und somit der Naked-Objects-Ansatz nicht geeignet.
Automatisierte Generierung Objektorientierter Benutzeroberflächen
Oftmals wird angezweifelt, dass die automatisierte Generierung objektorientierter Benutzeroberflächen den Ansprüchen der Benutzer gerecht werden kann.
All diese Nachteile und Kritikpunkte beziehen sich nicht ausschließlich auf Naked Objects, sondern ebenso auf die in Naked Objects kombinierten Ideen.

## Einsatz
Der vermutlich erste operationale Einsatz des Naked-Objects-Architekturmusters erfolgte im November 2002 durch das Department of Social and Family Affairs (Sozialministerium) in Irland. Die umgesetzte Applikation für die Verwaltung von Kinderbeihilfen war eine von mehreren Enterprise-Applikationen des Department of Social and Family Affairs, welche mittels naked objects umgesetzt wurden. Die dabei gemachten Erfahrungen inklusive der Reaktionen der Anwender hat Richard Pawson in seiner Dissertation verarbeitet. Insbesondere die durch naked objects erreichte Wiederverwendbarkeit der Fachobjekte über mehrere Anforderungsbereiche wurde positiv bewertet. Die dabei eingesetzte initiale Naked-Objects-Architektur wurde von Fujitsu entwickelt, aber später auf das Open-Source-Framework Naked Objects for Java portiert und weiterentwickelt.

## Zusammenhang mit anderen Technologien
Objektorientierte PersistenzmechanismenObjektorientierte Persistenzmechanismen wie objektrelationale Abbildung oder Objektdatenbanken beschäftigen sich mit dem Ersatz der Datenzugriffsschicht unter den Fachobjekten. Sie ergänzen somit das Naked-Objects-Architekturmuster und führen zu einem architekturell vollständig umgesetzten Single-Responsibility-Prinzip, einer auf die Fachobjekte zentrierten Architektur.
Agile SoftwareentwicklungEs wird von einigen Gruppen betrachtet, dass Naked Objects die Techniken der agilen Softwareentwicklung auf verschiedene Art und Weise unterstützt – insbesondere durch die Unterstützung iterativer Umsetzung und Einbeziehung der Anwender in den Anforderungsprozess. Die oben beschriebene Umsetzung von Naked Objects im Department of Social and Family Affairs brachte demnach auch positive Erkenntnisse zum Einsatz von Naked Objects in agilen Softwareentwicklungsprojekten.
Eine andere Sichtweise wird von Vertretern der hoch-funktionalen System- und Konzeptbeschreibungen des Requirements und Domain Engineering hervorgebracht. Ein System wird umso agiler entwickelt, je nicht-funktionaler (System-zu-Umgebung-Beziehung) die System- bzw. Konzeptbeschreibung ist. Daher stehen agile Methoden zum Domain Layer von Naked Objects im Widerspruch. Die aktuelle Forschung geht dahin, diese Grenze zwischen beiden mit Methoden zu skalieren, was aber – logisch zwingend – mit zunehmender Reife und Fassungsvermögen (Qualität) wieder nur eine funktionale Beschreibung (System-zu-System-Beziehung) ist. Es ist Ziel des Requirements (RE) und Systems Engineering (SE) den Reifegrad von einem noch recht nicht-funktionalen Konzept hin zu einer funktionalen Systembeschreibung zu erhöhen, die implementiert, gemessen, getestet und schließlich angewendet und verbessert werden kann - sogenannte Konzeptionalisierung.  Daher sieht man das Etablieren von agilen Methoden wie XP, Scrum und weiteren als Status quo des Chaos sich selbst zu erhalten und nicht, wie vom professionellen RE gefordert, durch Domain Engineering weiter progressiv abzubauen, wie durch Domain Layern in Naked Objects, so dass es für agile Methoden wenig Bedarf besteht. Deshalb sind einige Fachexperten der Meinung, dass professionelles RE mit agilen Methoden wie Scrum oder XP überhaupt nicht vereinbar ist.
Domain-driven DesignDomain-driven Design (DDD) ist kein Architekturmuster wie Naked Objects, sondern eine Vorgehensweise bei der Modellierung der Fachlogik. Wie Naked Objects geht DDD davon aus, dass die gesamte Fachlogik in Fachobjekten abzubilden ist. Da sich Domain-driven Design ausschließlich mit der Fachlogik beschäftigt, stellt es nicht die Forderung, dass die Benutzerschnittstelle eine direkte Abbildung der Fachobjekte sei. Diese Forderung von Naked Objects erleichtert jedoch die Umsetzung von DDD, da das Domänenmodell dadurch für die Anwender und Analytiker wesentlich besser sichtbar wird, was insbesondere auch zur Verbreitung der von DDD geforderten Ubiquitären Sprache beiträgt.

## Frameworks
Inzwischen gibt es für verschiedene Programmiersprachen eine Reihe von Frameworks, die das Naked-Objects-Architekturmuster unterstützen:
- Java:
  - OpenXava
  - NoWicket, ein Open-Source-Framework für Web-Applikationen basierend auf Apache Wicket[13]
  - gengui, ein Open-Source-Framework für Swing-Applikationen[14]
  - Domain Object Explorer
  - JMatter, ein Open-Source-Framework für die Erstellung von Business Applikationen für Arbeitsgruppen
  - Apache Isis
  - Sanssouci
  - Tynamo
  - Lablz - Data objects as Web Applications
- .Net-Framework:
  - dotObjects
  - Naked Objects for .NET
  - TrueView for .NET
- C++:
  - Typical Objects for C++
- PHP:
  - NakedPhp